# Imperio bizantino bajo la dinastía isáurica
El Imperio bizantino fue gobernado por la dinastía isáurica (o dinastía siria) desde el 717 al 802. Los emperadores isaúricos tuvieron éxito al consolidar el imperio contra los califatos después de los ataques en el siglo XI, pero sufrieron reveses contra los búlgaros, tuvieron que abandonar el exarcado de Rávena, y la pérdida de influencia en Italia y el papado ante el crecimiento del poder Francos.
La dinastía isáurica estaba estrechamente relacionada con la iconoclasia bizantina, en un intento de restaurar el favor divino purificando la fe cristiana de la excesiva adoración a los íconos, lo cual resultó en una división interna.
Al final de la dinastía isáurica en el 802, los bizantinos continuaban peleando con los árabes y los búlgaros por su supervivencia, con los asuntos religiosos se volvieron más complicados cuando del papa León III coronó a Carlomagno como Emperador de romanos, que fue visto cómo un intento de hacer al Estado Carolingio como el sucesor de Roma.

## Antecedentes

### El imperio en elsigloVII
La Dinastía heracliana (610–695 y 705–711) enfrentó varios obstáculos. Después de la victoria en la Guerra bizantino-sasánida ante el Imperio sasánida, el emperador Heraclio (610–641) y su exahusto imperio enfrentaron la Expansión musulmana desde Arabia en el Levante.
Durante la Conquista musulmana de Siria y Palestina, la rica provincia de Egipto, la principal fuente de cereales y recursos, cayó ante los Árabes. Los bizantinos también enfrentaron los ataques árabes a través de Libia contra el Exarcado de África, contra Cilicia, los cuales eran los pasos del sur hacia Asia Menor, ahora el territorio contiguo más importante del imperio, y contra el Altiplano armenio, la principal fuente de mano de obra del imperio y un amortiguador vital entre el desierto sirio, región dominada por los árabes y los pasos del noreste hacia Asia menor. Esas tres áreas serían los principales campos de batalla árabo-bizantinos durante el próximo medio siglo.
Los árabes continuaron avanzando, sobre todo construyendo una armada que desafió con éxito la supremacía bizantina en el Mediterráneo.  El estallido de la Primera Fitna en 656 dio tiempo a los bizantinos, y el emperador Constante II (r. 641-668) reforzó su posición en los Balcanes e Italia.  Su sucesor, Constantino IV (r. 668–685), pudo derrotar el Primer asedio árabe de Constantinopla (674–678), y después se pasó a la contraofensiva, asegurando Asia Menor, recuperando Cilicia y obligando al Califato a pagar tributo. Al mismo tiempo, sin embargo, fue derrotado por el khan Asparukh, y se vio obligado a aceptar el asentamiento de su pueblo en tierras bizantinas al sur del Danubio.
Con la primera deposición del hijo y heredero de Constantino IV, Justiniano II en 695, comenzó la Anarquía de los veinte años que duró casi un cuarto de siglo y trajo una sucesión de desastres que casi provocaron la caída del estado bizantino. Cartago finalmente cayó en 697 y un intento de recuperación bizantino en la Batalla de Cartago fue al año siguiente fue infructuoso. Cilicia fue conquistada por los árabes y convertida en base para expediciones de asalto que penetraron profundamente en Asia Menor, saqueando sus fuertes y ciudades, mientras el Cáucaso quedaba bajo un firme control musulmán. Finalmente, el califa Suleimán I (r. 715–717) comenzó a preparar otra gran expedición para conquistar Constantinopla.
Al mismo tiempo, los desastres del siglo VII produjeron cambios importantes en la sociedad y la naturaleza de lo que quedaba del Imperio: la civilización urbanizada y cosmopolita de la Antigüedad tardía llegó a su fin, y la Edad Media comenzó.  Con el declive de la mayoría de las ciudades hasta convertirse en núcleos urbanos pequeños y fortificados que funcionaban meramente como centros administrativos, la sociedad se volvió en gran medida agraria, mientras que la educación y la vida intelectual casi desaparecieron. La pérdida de las provincias más ricas del imperio, junto con sucesivas invasiones, redujo la economía imperial a un estado de pobreza, en comparación con los recursos disponibles para los califatos. La economía monetaria persistió, pero el trueque experimentó un resurgimiento. La práctica administrativa también cambió: junto con la existencia continuada del sistema provincial romano, los ejércitos de campaña supervivientes se reorganizaron en el sistema de themas como un medio para preservar el territorio imperial restante, aunque el extenso poder concentrado en las manos de los comandantes temáticos, los strategos, los hicieron propensos a rebelarse. Al mismo tiempo, la burocracia central en Constantinopla también aumentó en importancia. En el campo religioso, la pérdida de las provincias orientales monofisitas puso fin a la necesidad de la infructuosa doctrina de compromiso del monotelismo, que fue abandonada en el Tercer Concilio de Constantinopla en 680, mientras que el Concilio Quinisexto en 692 se vio la promoción de los intereses y puntos de vista del Patriarcado de Constantinopla en detrimento de la Sede de Roma.

### El imperio en crisis

Mapa de Bizancio con los themas c. 717

Después del segundo derrocamiento de Justiniano II, el Imperio Bizantino entró en otra era de caos igualada sólo por el mal manejo de Focas de la última guerra persa. Filípico Bardanes, el rebelde de Crimea que tomó el trono demostró ser totalmente incompetente para gobernar. En lugar de enfrentar la amenaza inminente de los búlgaros o los árabes, pretendía reavivar las controversias religiosas imponiendo el tan odiado monotelismo heracliano.  Cuando el rey Tervel de Bulgaria (que era aliado de Justiniano II) invadió Tracia, Bardanes no tuvo más remedio que convocar a las tropas del Tema opsiciano para combatir a los búlgaros. Desafortunadamente para el emperador, las tropas no le tenían lealtad alguna y después de su mutilación fue reemplazado en junio de 713 su secretario principal, Artemio.
Artemio fue coronado como Anastasio II. Anastasio le dio al Imperio una breve muestra de buen liderazgo, mejorando los Muros de Constantinopla y llenando los graneros de la capital hasta el punto de reventar, para que se abordara la recién informada invasión árabe. Se ordenó a cada ciudadano que reuniera suficiente comida para tres años, ya que si los árabes llegaban al estrecho, sin duda el asedio sería prolongado. Sin embargo, Anastasio resultó demasiado bueno para el Imperio; en un esfuerzo por evitar el asedio árabe de la capital, Anastasio planeó un ataque preventivo contra los invasores, utilizando Rodas como base. Sin embargo, el tema Opsiciano se rebeló una vez más y Anastasio fue exiliado en un monasterio de Tesalónica en 715.
El tema Opsiciano eligió a Teodosio, un recaudador de impuestos reacio, para gobernar el Imperio. La elección no se basó en sus habilidades; cuando León el Isauro, estrategos del tema anatólico, pidió al Senado bizantino y al patriarca su apoyo para convertirse en emperador, fue necesaria poca persuasión para obtenerlo.

## León III
León III, quien se volvería fundador de la dinastía isáurica, nació en Germanikeia en el norte de Siria c. 685; con un supuesto origen dr Isauria, según Teófanes el Confesor, quien posteriormente haría una adición a su texto. Después de ser ascendido a spatharios por Justiniano II, El luchó 
contra los Árabes en Abasgia, y fue ascendido a strategos de los Anatolicos por Anastasio II. Tras la caída de este último, en 716 León se alió con Artabasdo, el general de los armeniacos, y fue proclamado emperador mientras dos ejércitos árabes, uno bajo el mando del hermano del califa Maslamah ibn Abd al-Malik, El cual emprendió unacampaña en Asia Menor. León evitó un ataque de Maslamah mediante inteligentes negociaciones, en las que prometió reconocer la soberanía del califa,  ya en el 25 de marzo de 717 entró en Constantinopla y depuso a Teodosio. 

### Sitio de Constantinopla

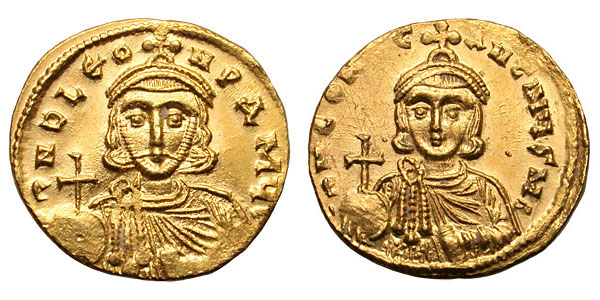
Solidus donde se aprecia a León III en el anverso; en el reverso a su herdero Constantino V

En cuestión de meses, el nuevo Emperador enfrentó su primer gran desafío, con el asedio de Constantinopla:el ejército y la marina del Califato, liderados por Maslamah, contaban con unos 120.000 hombres y 1.800 barcos según las fuentes. Cualquiera que fuera el número real, era una fuerza enorme, mucho mayor que el ejército imperial. Afortunadamente para León y el Imperio, Anastasio II había reparado y reforzado los malecones de la capital. Además, el Emperador concluyó una alianza con el khan búlgaro Tervel, quien acordó hostigar la retaguardia de los invasores. 
Desde julio de 717 hasta agosto de 718, la ciudad fue asediada por tierra y mar por los musulmanes, quienes construyeron una extensa doble línea de circunvalación y circumvallatio en el lado terrestre, aislando la capital.  Sin embargo, su intento de completar el bloqueo por mar fracasó cuando la armada bizantina empleó fuego griego contra ellos; la flota árabe se mantuvo alejada de las murallas de la ciudad, dejando abiertas las rutas de suministro de Constantinopla. Obligado a prolongar el asedio hasta el invierno, el ejército sitiador sufrió horrendas bajas por el frío y la falta de provisiones. En primavera, el nuevo califa, Umar ibn Abd al-Aziz (r. 717-720), envió nuevos refuerzos por mar desde África y Egipto y por tierra a través de Asia Menor. Las tripulaciones de las nuevas flotas estaban compuestas en su mayoría por cristianos, que comenzaron a desertar en grandes cantidades, mientras que las fuerzas terrestres fueron emboscadas y derrotadas en Bitinia. Mientras el hambre y una epidemia continuaban azotando el campamento árabe, el asedio fue abandonado el 15 de agosto de 718. A su regreso, la flota árabe sufrió más bajas debido a las tormentas y a la erupción del volcán de Thera.
Incluso durante el asedio, León había podido sofocar los intentos de secesión: sus tropas rápidamente sofocaron una revuelta en Sicilia, donde un tal Basilio Onomagúlo fue declarado emperador. En 721, también resistió un intento del depuesto Anastasio II de recuperar su trono con la ayuda de Bulgaria. León fortaleció aún más su posición al coronar a su esposa María como Augusta en 718 y a su hijo  Constantino como coemperador en 720. Aprovechando el estado debilitado del Califato después de las enormes pérdidas que había sufrido ante Constantinopla, León pudo lanzar una contraofensiva que logró cierto éxito. Sin embargo, los árabes se recuperaron pronto y a partir del año 720 lanzaron incursiones anuales que devastaron gran parte de Asia Menor, a pesar de una alianza bizantina con los jázaros, que lanzaron ataques en el flanco norte del califato.  Iconium y Ceserea fueron saqueadas y las tropas bizantinas fueron nuevamente expulsadas de Armenia.

### Inicio de la Iconoclasia

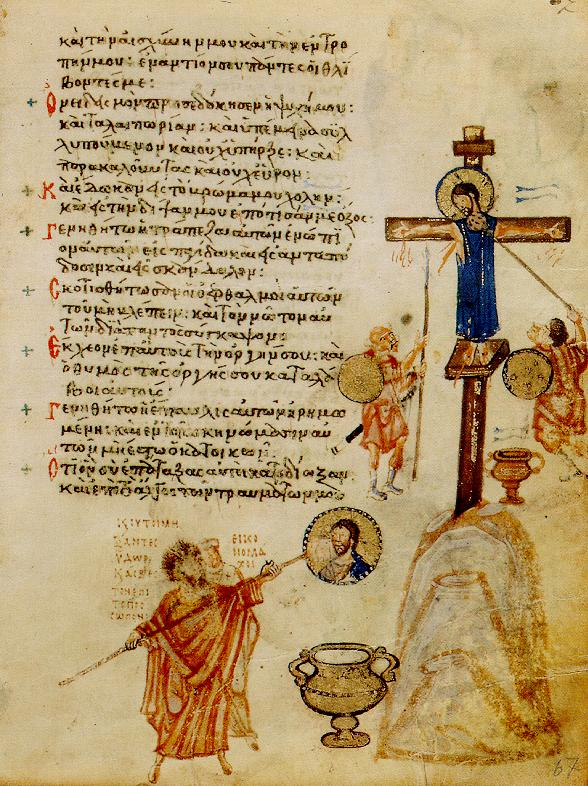
Folio del iconódulo Salterio Chludov, comparando a los iconoclastas, pintando sobre una imagen de Cristo, con los soldados que lo crucificaron.

La frustración de León por sus fracasos militares le llevó a creer, al estilo de la época, que el Imperio había perdido el favor divino. Ya en 722 había intentado forzar la conversión de los judíos del Imperio, pero pronto comenzó a centrar su atención en la veneración de los iconos, que algunos obispos habían llegado a considerar como idolatría. Tras la nueva de Thera en 726, publicó un edicto condenando el uso de los íconos e hizo retirar la imagen de Cristo de la Puerta de Chalke, la entrada ceremonial al Gran Palacio de Constantinopla. El Emperador se mostró cada vez más crítico con los iconódulos y en un consejo de la corte en 730 prohibió formalmente las representaciones de figuras religiosas.
La adhesión de León a la iconoclasia provocó reacciones tanto entre la población como entre la Iglesia. Los soldados que derribaron la imagen de Cristo del Chalke fueron linchados, y una rebelión que estalló en Grecia en 727 estuvo motivada, al menos en parte, por el fervor iconódulo. El patriarca Germano I dimitió, para ser reemplazado por el menos rebelde Anastacio. El edicto del emperador provocó la condena de los papas Gregorio II y Gregorio III, así como de Juan Damasceno. Sin embargo, en general, la disputa siguió siendo limitada, ya que Leo se abstuvo de perseguir activamente a los iconódulos.
La ruptura con el Papado también tuvo otras razones:León transfirió las diócesis del Ilírico oriental (más o menos la antigua diócesis de Macedonia) de Roma a la jurisdicción de Constantinopla, y además privó al Papa de los ingresos de Sicilia y  Calabria. Al mismo tiempo, León no proporcionó ayuda al debilitado Exarcado de Rávena.  En 727, las fuerzas bizantinas locales derrocaron a su comandante, y en c. 738, la ciudad fue tomada por un tiempo por el rey Liutprando.

### Últimos años
La adopción de la iconoclasia parecía justificada a los ojos del emperador, ya que el éxito volvió a las armas imperiales y los musulmanes sufrieron una serie de derrotas entre 727 y 732. Los años siguientes fueron más difíciles, especialmente cuando los árabes derrotaron a los jázaros y obligó a su líder a convertirse al Islam. Sin embargo, en 740, el emperador y su hijo obtuvieron una victoria decisiva sobre un ejército árabe invasor en Akroinon, lo que detuvo el impulso de los ataques árabes.
En marzo de 741, León también promulgó la Ecloga, una selección revisada de leyes, extraídas principalmente del antiguo Codex Justinianus. La influencia cristiana es evidente en la marcada disminución de los delitos sujetos a la pena capital, pero la colección, por el contrario, amplió el uso de la mutilación, percibida como más humana, como castigo. La Ecloga resultó popular como un manual legal conciso, permaneciendo como el texto legal estándar hasta la introducción de la Epanagoge a finales del siglo IX, y fue traducida al Eslavo, árabe y armenio.
León murió pacíficamente en su cama el 18 de junio de 741, siendo el primer emperador en hacerlo desde Constantino IV.  Durante su reinado, logró defenderse de los ataques árabes y consolidar la frontera oriental del Imperio.  Por otro lado, su introducción de una nueva e innecesaria disputa teológica, aunque por el momento relativamente leve, impidió restaurar la estabilidad en el imperio.

## Constantino V
Constantino nació en Constantinopla, hijo y sucesor del emperador León III y María.  En agosto de 720, su padre lo ascendió en el trono, quien lo hizo casarse con Tzitzak, hija del jagan Bihar. Su nueva esposa fue bautizada como Irene ("Eirēnē", "paz") en 732. Constantino V sucedió a su padre como único emperador el 19 de abril de 741.

### Guerra civil contra Artabasdo y primeras batallas contra la veneración de las imágenes
Constantino estaba cruzando Asia Menor para hacer una campaña contra el califato omeya bajo Hisham ibn Abd al-Málik en la frontera oriental en junio de 741 o 742. Pero durante este curso Constantino fue atacado por las fuerzas  de su cuñado Artabasdo, el strategos del tema armeníaco. Artabasdo era el marido de Ana, hermana mayor de Constantino.
Derrotado, Constantino buscó refugio en Amorio, mientras que el vencedor avanzó hacia Constantinopla y fue aceptado como emperador. Mientras que Constantino recibió ahora el apoyo de los temas anatólico y tracesiano, Artabasdo consiguió el de los temas de Tracia y Opsikion, además de sus soldados armenios.
Después de que los rivales del emperador esperaron el momento oportuno para los preparativos militares, Artabasdo marchó contra Constantino, pero fue derrotado en mayo de 743. Tres meses después, Constantino derrotó a Nicetas, hijo de Artabasdo, y se dirigió a Constantinopla. A principios de noviembre, Constantino fue admitido en la capital e inmediatamente se volvió contra sus oponentes, cegándolos o ejecutándolos. Quizás porque la usurpación de Artabasdo estaba interconectada con la restauración de la veneración de las imágenes, Constantino ahora se convirtió quizás en un iconoclasta aún más ferviente que su padre.
El epíteto despectivo de Constantino Kopronymos (kopros, "heces"; y onoma, "nombre"), le fue aplicada por sus enemigos declarados por este tema tan vergonzoso, los iconódulos.  Utilizando el nombre obsceno, difundieron el rumor de que, cuando era niño, había defecado en su pila baptismal o en la tela púrpura imperial con la que estaba envuelto.

### Campaña contra iconos
La posición de Constantino sobre la iconoclasia era clara:

...Él no puede ser descrito. Por lo cual, es representado como una sola persona, y el que delimita esa persona está claramente circunscribiendo la naturaleza divina, la cual no puede ser circunscrita de ninguna manera.
Constantino V.

En febrero de 754, Constantino convocó un sínodo Concilio de Hieria, al que asistieron enteramente obispos iconoclastas. El concilio aprobó la política religiosa de Constantino y aseguró la elección de un nuevo patriarca iconoclasta, pero se negó a seguir todos los puntos de vista de Constantino.  El concilio confirmó el estatus de María como Theotokos, o Madre de Dios, reforzó el uso de los términos "santo" y "santa" y condenó la profanación, quema o saqueo de iglesias en la búsqueda de extinguir a los iconódulos.
Fue seguida por una campaña para eliminar imágenes de las paredes de las iglesias y purgar la corte y la burocracia de iconódulos.  Dado que los monasterios tendían a ser sitios del sentimiento iconódulo, Constantino apuntó específicamente a los monjes, emparejándolos y obligándolos a casarse con monjas en el Hipódromo de Constantinopla y expropiando propiedades monásticas en beneficio del estado o el ejército. Las represiones contra los monjes (que culminaron en 766) fueron dirigidas en gran parte por el general del emperador Miguel Lacanodraco, quien amenazó a los monjes resistentes con cegar y exiliar.
Un abad iconódulo, Esteban Neos, fue brutalmente linchado por una turba a instancias de las autoridades. Como resultado, muchos monjes huyeron al sur de Italia y Sicilia. Al final del reinado de Constantino, la iconoclasia había llegado incluso a calificar las reliquias y las oraciones a los santos como herejía.
Al final, los iconódulos consideraron su muerte como un castigo divino. En el siglo IX Esteban fue desenterrado y sus restos arrojados al mar.

### Campañas contra los árabes y Bulgaria
Constantino también fue un general y administrador capaz. Reorganizó los temas, los distritos militares del imperio, y creó nuevas divisiones del ejército de campaña llamadas tagmata.  Esta organización tenía como objetivo minimizar la amenaza de conspiraciones y mejorar las capacidades defensivas del Imperio. Con este ejército reorganizado se embarcó en campañas en las tres fronteras principales.
En 746, aprovechando las condiciones inestables en el califato omeya que se estaba desmoronando bajo Marwan II, Constantino invadió Siria y capturó Germanikeia (el lugar de nacimiento de su padre). Organizó el reasentamiento de parte de la población cristiana local en territorio imperial en Tracia. En 747 su flota destruyó la flota árabe frente a Chipre. En 752, Constantino dirigió una invasión al nuevo califato abasí bajo As-Saffah. Constantino capturó Teodosiópolis y Malatya, y nuevamente reasentó a parte de la población en los Balcanes. Estas campañas no lograron obtener ganancias concretas (aparte de población adicional empleada para fortalecer otra frontera), pero es importante señalar que bajo Constantino V el Imperio había pasado a la ofensiva.
Estos éxitos permitieron seguir una política agresiva en los Balcanes. Con el reasentamiento de poblaciones cristianas del este en Tracia, Constantino V pretendía mejorar la prosperidad y la defensa de esta zona, lo que causó preocupación al vecino del norte del Imperio, Bulgaria, y los dos estados se enfrentaron en 755 Cormiso de Bulgaria atacó hasta el Muralla de Anastasio, pero fue derrotado en batalla por Constantino V, quien inauguró una larga serie de nueve campañas exitosas contra los búlgaros en el año siguiente, logrando una victoria sobre el sucesor de Kormisosh Vinekh en Marcela.
Tres años más tarde fue derrotado en la batalla del paso de Rishki pero los búlgaros no aprovecharon su éxito. En 763, navegó hacia Anquíalo con 800 barcos que transportaban 9.600 jinetes y algo de infantería.  Las victorias de Constantino, incluida la de Anquíalo en 763 causaron una inestabilidad considerable en Bulgaria, donde seis monarcas fueron destronadoa a causa de sus fracasos.
En 751, el rey lombardo Astolfo capturó Rávena, poniendo fin a más de dos siglos de dominio bizantino en Italia.
En 775, persuadieron a Constantino para que revelará al gobernante búlgaro Telerih las identidades de sus agentes en Bulgaria. Estos fueron rápidamente eliminados; así, Constantino comenzó los preparativos para una nueva campaña contra los búlgaros, durante la cual murió el 14 de septiembre de 775.
Las campañas de Constantino fueron costosas; durante su reinado, los ingresos anuales del imperio bizantino se redujeron a unos 1.800.000 nomisma debido a sus diversas guerras y conquistas árabes.

## León IV
León era hijo del emperador Constantino V y de su primera esposa, Tzitzak (conocida como Irene tras su conversión), la hija de un Khagan de los jázaros (se cree que es Bihar Bihar. Coronado coemperador por su padre en 751, León luego se casó con Irene de Atenas, una ateniense de una familia noble, en diciembre de 769. En 775, Constantino V murió, dejando a León como único emperador.
El 24 de abril de 776 León, siguiendo el precedente de su padre y su abuelo, nombró coemperador a su hijo, Constantino VI. Esto llevó a un levantamiento de los cinco medio hermanos de Leo, incluido Nicéforo, que esperaban ganar el trono ellos mismos. El levantamiento fue sofocado rápidamente, y los conspiradores fueron golpeados, tonsurados y exiliados a Quersoneso bajo vigilancia.
León IV fue criado como un iconoclasta iconoclasia bizantina bajo su padre, pero estaba casado con Irene, una iconódula. Al darse cuenta de la división en su reino, siguió un camino  de conciliación hacia los iconódulos, previamente declarados heréticos bajo la política imperial. León permitió que los monjes, perseguidos y deportados bajo su padre, regresaran a sus monasterios, y algunos entre los ortodoxos lo ungieron como "Amigo de la Madre de Dios" por permitir que los monjes conservaran imágenes de la Theotokos.  Además de las concesiones, León también nombró a un simpatizante iconódulo, Pablo de Chipre, al cargo de patriarca de Constantinopla tras la muerte del predecesor. Al final de su reinado, León revirtió su postura de tolerancia.
El reinado de León coincidió con el del tercer califa abasí, Al-Mahdi, que invadió tierras bizantinas en ocasiones sucesivas desde 777 a 780 antes de ser finalmente rechazado por los ejércitos de León, liderados por generales como Miguel Lacanodraco. El propio León partió con su ejército contra los búlgaros Primer Imperio Búlgaro, pero murió de fiebre durante la campaña. La muerte de León el 8 de septiembre de 780 provocó la ascensión al trono de su esposa, Irene.

## Constantino VI y la regencia de Irene
Constantino VI, hijo único del emperador León IV e Irene, fue coronado coemperador por su padre en 776. La muerte prematura de León en 780 dejó a Constantino como único emperador a la edad de nueve años, con Irene como su regente.

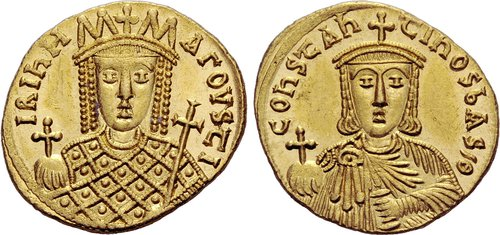
Solidus mostrando a Irene en el anverso y a su hijo Constantino VI en el reverso

En 782 estuvo comprometido con Rotruda, una hija de Carlomagno con su tercera esposa Hildegarda.  La propia Irene rompió el compromiso en 788. En 787 Constantino había firmado los decretos del Segundo Concilio de Nicea, pero parece haber tenido simpatías iconoclastas.
Al cumplir dieciséis años, Constantino empezó a gobernar de forma independiente.  Irene siguió siendo una participante activa en el gobierno;  después de que una conspiración contra ella fuera reprimida en la primavera de 790, buscó el reconocimiento oficial como emperatriz. Con el apoyo del ejército de los armeníacos, Constantino rechazó a su madre y entró en un período de gobierno exclusivo. En 792 cambió su posición, concediendo a Irene el título de emperatriz y convirtiéndola en su colega oficial.
La debilidad de Constantino provocó el descontento entre sus seguidores. Mostró un comportamiento poco heroico después de las derrotas a manos de Kardam en 791 y 792. Se desarrolló un movimiento a favor de su tío, el César Nicéforo. A Constantino hizo sacar los ojos a su tío y le cortaron la lengua a los otros cuatro medioa hermanos de su padre. Sus antiguos partidarios armeníacos se rebelaron después de que él había cegado a su general Alejo Mosele. Aplastó esta revuelta con extrema crueldad en 793.
Luego se divorció de su esposa María de Amnia, que no le había proporcionado un heredero varón, y se casó con su amante Teodote, un acto impopular y posiblemente ilegal, aunque el patriarca Tarasio lo ignoró. Con sus acciones, Constantino había perdido todo apoyo, tanto de la oposición ortodoxa gobernante como de la iconoclasta.
En 797 Constantino fue capturado y cegado por los partidarios de su madre, que habían organizado una conspiración. Según la mayoría de los relatos contemporáneos, murió a causa de sus heridas unos días después, dejando que Irene fuera coronada como primera emperatriz reinante de Constantinopla.  Los pretendientes al trono que afirmaban ser Constantino VI aparecieron más tarde durante el reinado de Miguel II.

## El único gobierno y caída de Irene
Aunque a menudo se afirma que, como monarca, Irene se llamó a sí misma "basileus" (βασιλεύς), 'emperador', en lugar de "basilissa" (βασίλισσα), 'emperatriz', de hecho sólo hay tres casos en los que  Se sabe que utilizó el título de "basileus": dos documentos legales en los que firmaba como "Emperador de los romanos" y una moneda de oro suya encontrada en Sicilia que llevaba el título de "basileus".  En relación con la moneda, las letras son de mala calidad y, por tanto, la atribución a Irene puede resultar problemática.  En realidad, utilizó el título "basilissa" en todos los demás documentos, monedas y sellos.
Tras acabar con su hijo, Irene se convirtió en la primera emperatriz en la historia del Imperio bizantino en ocupar el trono no como consorte o regente, sino en su propio nombre. En el año 800, ante la ausencia de un emperador varón en el trono de Constantinopla, y por razones de propia conveniencia, el papa León III coronó a Carlomagno como Emperador. En Constantinopla esto fue visto como un acto sacrílego. Según algunas fuentes, en el verano de 802, el nuevo soberano envió embajadores a Constantinopla proponiendo matrimonio a Irene. Para Irene pudo haber sido la oportunidad de consolidar su inestable posición en el trono de Constantinopla. Según el cronista Teófanes, único que refiere la historia de esta negociación matrimonial, los planes de boda fueron frustrados por uno de los favoritos de la emperatriz. 
En octubre de 802, una conspiración depuso a Irene y colocó en el trono a Nicéforo I, que había sido su ministro de finanzas. La emperatriz fue desterrada a la isla de Lesbos, donde murió un año más tarde. 
Teodoro el Estudita escribió una carta muy elogiosa dirigida a Irene, por su apoyo a la causa iconódula. Esta epístola llevó a la errada creencia de que la Iglesia ortodoxa la considera santa. Sin embargo ni el Menologio, ni la Vida de los Santos de Nicodemo el hagiógrafo la mencionan como tal. Las analectas bolandianas, por el contrario, la denominan santa Irene.